# Царевка (река)
Царевка — река в России, протекает по территории Толвуйского сельского поселения Медвежьегорского района Республики Карелии. Длина реки — 10 км.

## Общие сведения
Река берёт начало из болота без названия и далее течёт преимущественно в северо-западном направлении.
Река в общей сложности имеет три малых притока суммарной длиной 7,0 км.
Впадает на высоте выше 33,0 м над уровнем моря в КаргубуОнежского озера.
В устье Царевки располагается деревня Толвуя. В среднем течении — деревня Савинская.
Код объекта в государственном водном реестре — 01040100612102000015594.